# Samantha Futerman
Samantha Futerman (Busan, 19 november 1987) is een Koreaanse/Amerikaanse actrice.

## Biografie
Futerman werd geboren in Zuid-Korea en werd al snel geadopteerd door een Amerikaans echtpaar. In 2013 kwam zij door Facebook per toeval erachter dat zij een identieke tweelingzus heeft, zij werden bij hun geboorte van elkaar gescheiden voor adoptie en wisten niet van elkaars bestaan af. Haar tweelingzus Anaïs werd geadopteerd door een Frans echtpaar en woont nu in Londen waar zij werkt als kledingontwerpster. Zij maakte in 2015 als scenarioschrijfster, filmproducente en filmregisseuse over het vinden van haar tweelingzus de documentaire Twinsters.
Futerman studeerde in 2009 af met een bachelor of fine arts in acteren en theaterwetenschap aan de Universiteit van Boston in Boston.
Futerman begon in 2005 met acteren in de film The Motel, waarna zij nog meerdere rollen speelde in films en televisieseries.

## Filmografie

### Films
- 2015 Man Up - als Regan
- 2013 21 & Over - als Sally Huang
- 2010 Going the Distance - als erg jonge stageloper
- 2008 Harold - als Katy
- 2007 Across the Universe - als danseres
- 2007 Dear Lemon Lima - als Nothing Madeline Amigone
- 2005 Memoirs of a Geisha - als Satsu
- 2005 The Motel - als Christine

### Televisieseries
Uitgezonderd eenmalige gastrollen.
- 2013-2015 Kroll Show - als Tunes - 8 afl.
- 2013 The Big C - als Lydia Hye - 2 afl.

- International Standard Name Identifier: 0000 0003 6995 3523
- Library of Congress Control Number: no2012051072
- Nationale Bibliotheek van Israël: 987007437864805171
- Virtual International Authority File: 249448559
- WorldCat: E39PBJgXdJTDy7FGHVW3YTgh73